# Койоте, Альберто
Альбе́рто Койо́те (исп. Héctor Alberto Coyote Tapia; род. 26 марта 1967, Селая) — мексиканский футболист, полузащитник оборонительного плана. Наиболее известен по выступлениям за мексиканский клуб «Гвадалахара» и сборную Мексика.

## Биография
Альберто Койоте начал профессиональную карьеру в «Леоне» в 1990 году, а в Примере Мексики дебютировал уже в мае 1991 года, выйдя на 10 минут в игре против «Некаксы». Наибольшую известность Койоте получил благодаря выступлениям за «Гвадалахару», в которой прошла большая часть карьеры полузащитника. В 1997 году Койоте помог своему клубу стать чемпионом Мексики (Летний турнир) — впервые за 10 лет. Сам Койоте был признан лучшим футболистом чемпионата Мексики сезона 1996/1997. В том турнире особенно удачно проявила связка Альберто со своим другом и партнёром по сборной Рамоном Рамиресом, который был более ориентирован на атакующие действия команды. Койоте же особенно удачно действовал на позиции опорного полузащитника.
В 2001 году Койоте перешёл из «Гвадалахары» в «Атланте», тогда ещё представлявшем Мехико. Через год Койоте завершил профессиональную карьеру.
С 1992 по 2001 год Альберто Койоте выступал в сборной Мексики. В её составе он стал победителем Золотого кубка КОНКАКАФ в 1993 году, а также бронзовые медали Кубка короля Фахда в 1995 году (современный Кубок конфедераций). Также Альберто выступал на Кубке Америки в 1995 году. За сборную полузащитник провёл 54 матча.
В 2010 году Койоте начал тренерскую деятельность, возглавив клуб «Оро» (чемпион Мексики 1962/63). С 2011 года работает тренером молодёжных команд «Гвадалахары».

## Титулы и достижения
- Чемпион Мексики (1): Лет. 1997
- Вице-чемпион Мексики (1): Зим. 1998
- Чемпион Золотого кубка КОНКАКАФ (1): 1993, 1996, 1998
- Лучший футболист сезона чемпионата Мексики (1): 1996/97